# Ezzouhour (délégation de Kasserine)
Pour les articles homonymes, voir Ezzouhour (homonymie).
Ezzouhour est une délégation tunisienne dépendant du gouvernorat de Kasserine.
En 2004, elle compte 20 277 habitants dont 10 046 hommes et 10 231 femmes répartis dans 4 034 ménages et 4 402 logements.